# プラット・アンド・ホイットニー F135

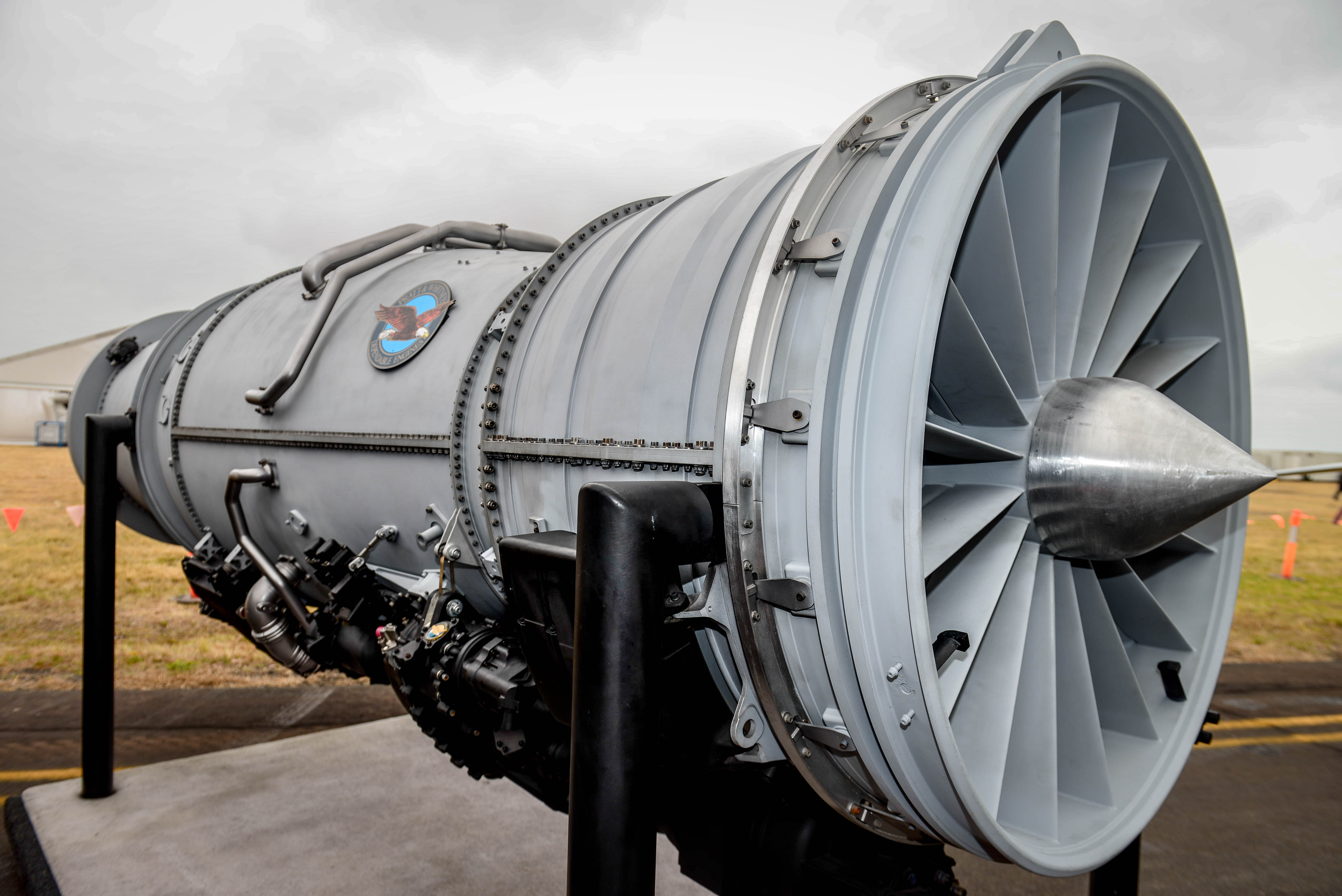

F135は、アメリカ合衆国の航空用エンジンメーカー、プラット・アンド・ホイットニーが開発した戦闘機用ジェットエンジンである。ロッキード・マーティンが開発したF-35 ライトニング IIに搭載されるアフターバーナー装備のターボファンエンジンであり、通常離着陸型 (CTOL)、短距離離陸垂直着陸型 (STOVL)、艦載機型 (CATOBAR) と3機種が予定されているF-35のそれぞれに対応する派生型エンジンが用意される予定である。
F-35の推進システムは2000年にX-32とX-35で実証された。

## 開発
プラット・アンド・ホイットニーは、本エンジンより以前にF-22 ラプター用としてF119を開発していた。F135は、このF119を元に開発された。F135はF119のコアと、JSF用の新たなコンポーネントを統合したもので、F119と異なり、各1段ずつだった高圧／低圧タービンのうち低圧タービンが2段になっている。
F135は2軸式のターボファンエンジンで、6段式高圧圧縮機を1段式高圧タービンで駆動する高圧圧縮軸、3段式低圧圧縮機を2段式の低圧タービンで駆動する低圧軸から構成される。F119と同様に高圧圧縮機・タービン軸と低圧圧縮機・タービン軸が逆回転する同軸反転形式である。
F135は整備が簡便になる事に主眼をおいて設計されている。そのためF119に比べて部品点数が約40%削減されており、すべての部品が通常使用する6種類の工具で脱着交換できるように設計されているので、支援設備が50%少なくて済む。加えて、自己診断機能を備えているため整備や補給部品の管理が容易になっている。
F135を搭載した最初のF-35の試験飛行は2008年6月11日にF-35B(STOVL) 試験機BF-1によって行われ、水平飛行が成功している。2010年3月18日にBF-1は、垂直飛行も成功した。初期生産されるF-35シリーズには、すべてF135が搭載される予定である。
当初はGE・アビエーション社とロールス・ロイスが、F-35シリーズ用の別のエンジンであるF136を開発し、配備計画への冗長性を得る予定であったが、F136は2011年12月2日に開発が中止されたためF-35のエンジンはF135のみとなった。F135を搭載したF-35Bは、2015年8月に初期作戦能力獲得が宣言され、世界各国で実際の任務に就く事となる。

### P&W F135 チーム
プラット・アンド・ホイットニー
主契約者、メインエンジン、システム統括
ロールス・ロイス
STOVL用垂直浮揚システムのリフトファン
ハミルトン・スタンダード
電子式エンジン制御装置、エンジン監視装置、外装、燃料系統、アクチュエーター、PMAG、ギアボックス

## 形式

### F135-PW-100
F-35Aに使用される通常離着陸 (CTOL) 型である。基本型。

### F135-PW-600

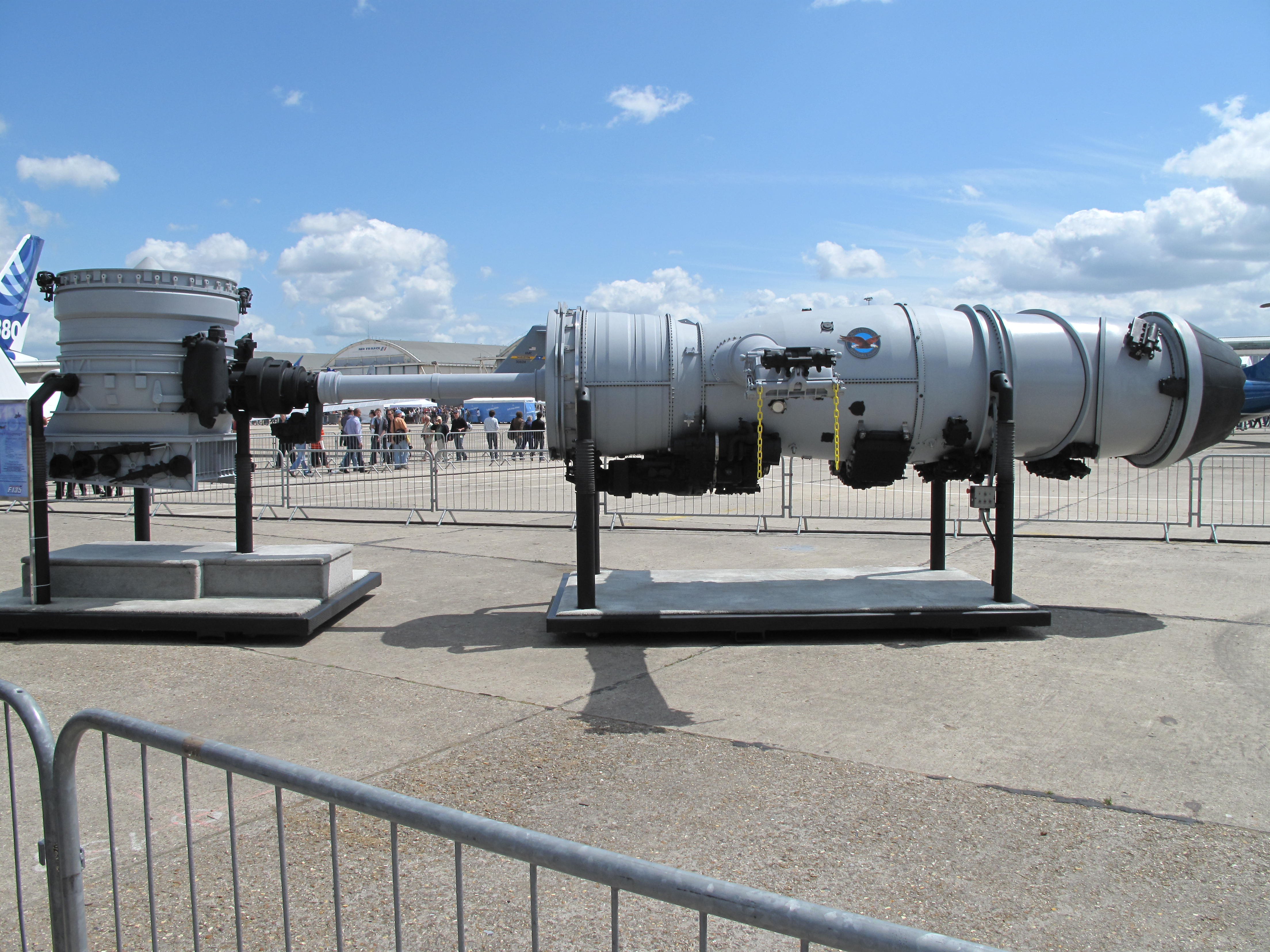
F135-PW-600

F-35Bに使用される短距離離陸垂直着陸 (STOVL) 型である。前方に垂直上昇用のリフトファンを備え、垂直着陸時はエンジンノズルが下に偏向するという特徴を持つ。滑走路を痛める恐れがあるためノズルの偏向時にアフターバーナーを使用することはできず、同時にドライ時最大推力も制限される。リフトファンは本体から伸びるクラッチを介して駆動する。
インレット直径1.17m、エンジン最大径1.27m、リフトファン径1.30m、全長9.37m（リフトファンを含む）である。

### F135-PW-400
F-35Cに使用される艦載 (CV) 型である。塩害対策が施されている。

## 仕様

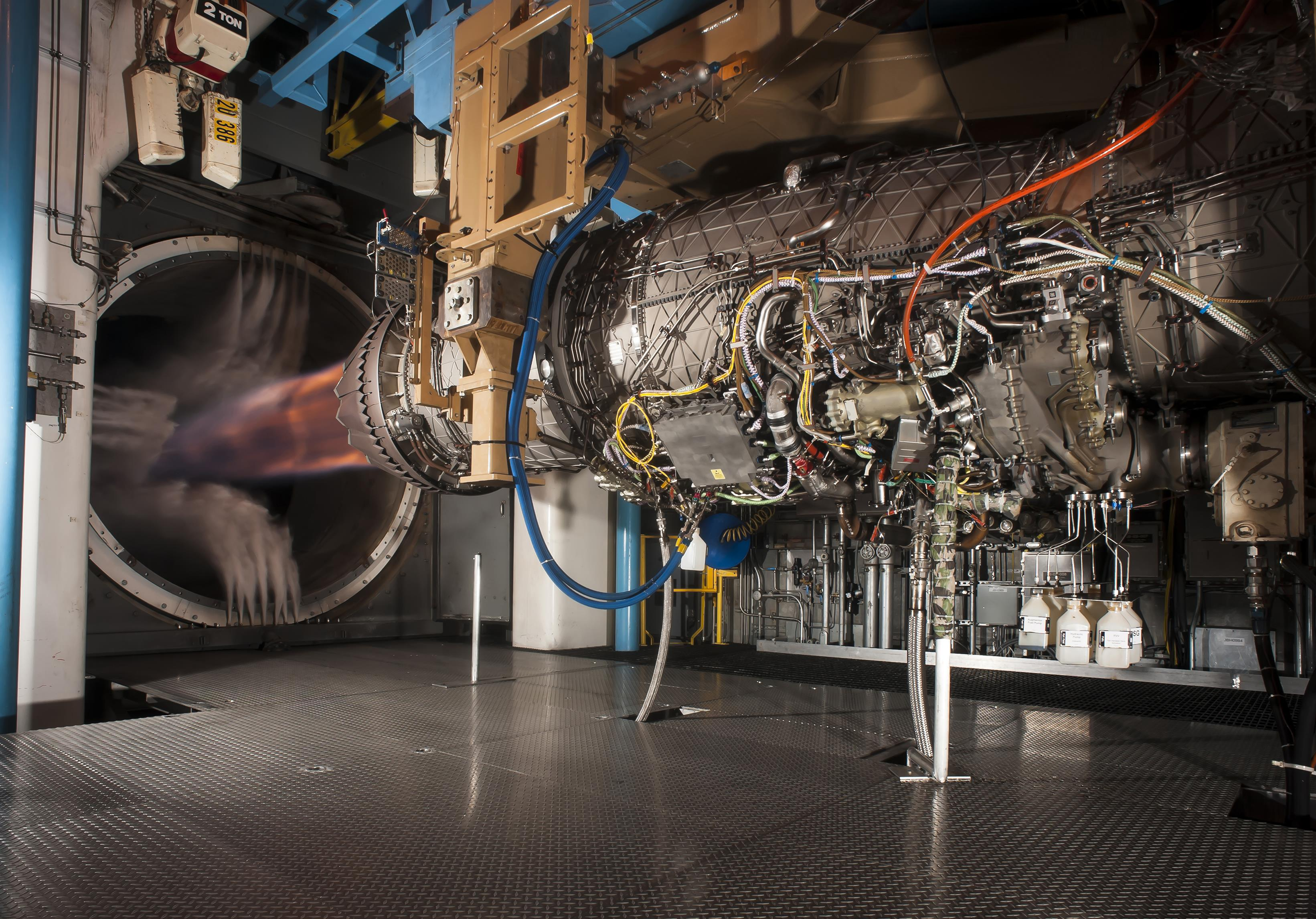
試験中のF135

F135-100・F135-400
形式 アフターバーナー付きターボファンエンジン
全長 5.59 m
直径 最大117 cm、ファンインレット109 cm
重量 1,701 kg（3,750 lbs）
圧縮機 3段軸流低圧圧縮機 ・6段軸流高圧圧縮機
燃焼器 アニュラ型
タービン 1段高圧・2段低圧タービン
タービン入口温度 3,600 °F (1,980 °C; 2,260 K)
推力
- ミリタリー推力 28,000 lbf（128.1 kN）
- 最大推力 43,000 lbf（191.35 kN）

圧縮比 28
燃料消費率 0.886 lb/(hr·lbf) or 25,0 g/kN·s (w/o afterburner)
バイパス比 0.57
推力重量比
- ドライ時 7.467
- A/B使用時 11.467

F135-600
形式 アフターバーナー付きターボファンエンジン＋ターボシャフト（リフトファン）
全長 937.3 cm
直径 最大116.8 cm 、ファンインレット109.2 cm 、リフトファンインレット134.6 cm
推力
- STO 40,740 lbs（181.2 kN）
- ホバー推力 40,650 lbs（180.8 kN）
  - メインエンジン 18,680 lbs（83.1 kN）
  - リフトファン 18,680 lbs（83.1 kN）
  - ロールポスト 3,290 lbs（14,6 kN）